# Vernonanthura phosphorica
Vernonanthura phosphorica là một loài thực vật có hoa trong họ Cúc. Loài này được (Vell.) H.Rob. miêu tả khoa học đầu tiên năm 1992.